# Søren Banjomus
"Søren Banjomus" er en populær jule-børnesang fra 1969 med tekst af Otto Brandenburg baseret på den amerikanske sang "Skiddy-mer-rink-a-doo", der oprindeligt var det afsluttende nummer i Broadway-musicalen Echo, men som er blevet udgivet i utallige versioner, blandt andet af komponisten Jules Loman 1954 under titlen "Christmas Alphabet" med tekst af Buddy Kaye – på dansk "Juleaftens alfabet" ved Arvid Müller. Den originale sang afsluttede de 53 forestillinger på Broadway fra august til oktober 1910.
Brandenburgs tekst digter videre på den gamle julesang På loftet sidder nissen, så man følger en musefamilies julefest. 
Omkvædets gentagne ord "Skillema-dinke-dinke-du" er en direkte omskrivning af den originale sangs "Scillemadinkedinkeding", så det er ikke hele teksten, der skyldes Otto Brandenburg.